# روكسانا باري روبنسون
روكسانا باري روبنسون (بالإنجليزية: Roxana Barry Robinson)‏‏ (30 نوفمبر 1946 - )؛ روائية، وصحفية، وكاتبة سير، وكاتِبة من الولايات المتحدة.

## الجوائز
- زمالة غوغنهايم